# واتسلاف خواتال

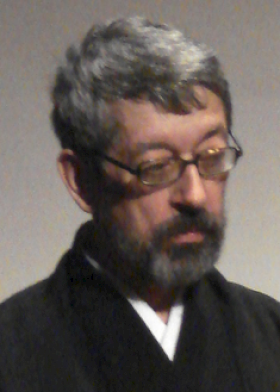

واتسلاف خواتال (به انگلیسی: Václav Chvátal) (چکی: [ˈva:tslaf ˈxva:tal] استاد بازنشسته دانشکده علوم کامپیوتر و مهندسی نرم‌افزار در دانشگاه کونکوردیا واقع در مونترال کبک است. او انتشارات گسترده‌ای در زمینه نظریه گراف، ترکیبیات و بهینه‌سازی ترکیبیاتی انجام داده‌است.